# Universidade Federal de Santa Maria

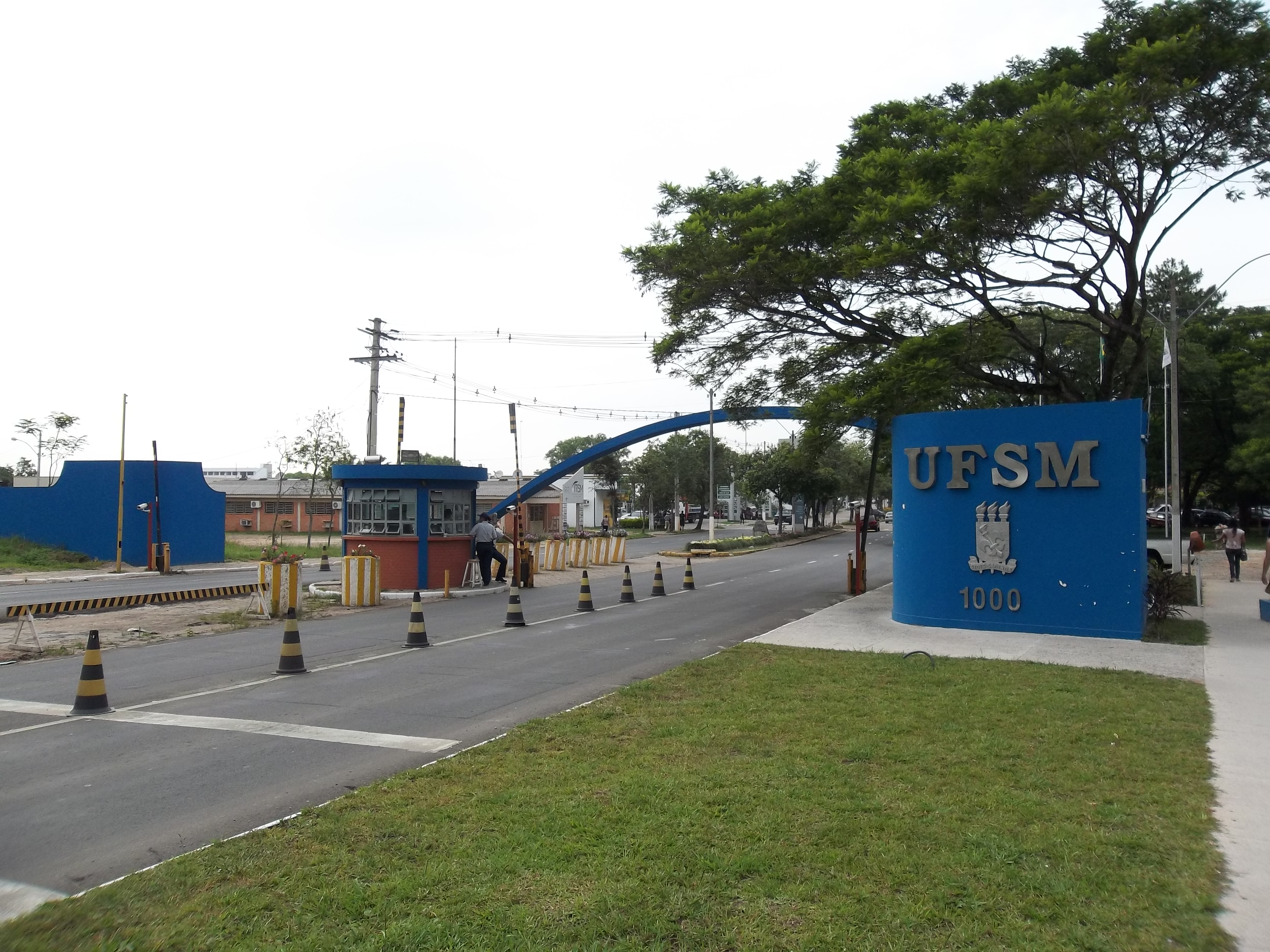
Eingang der Universität

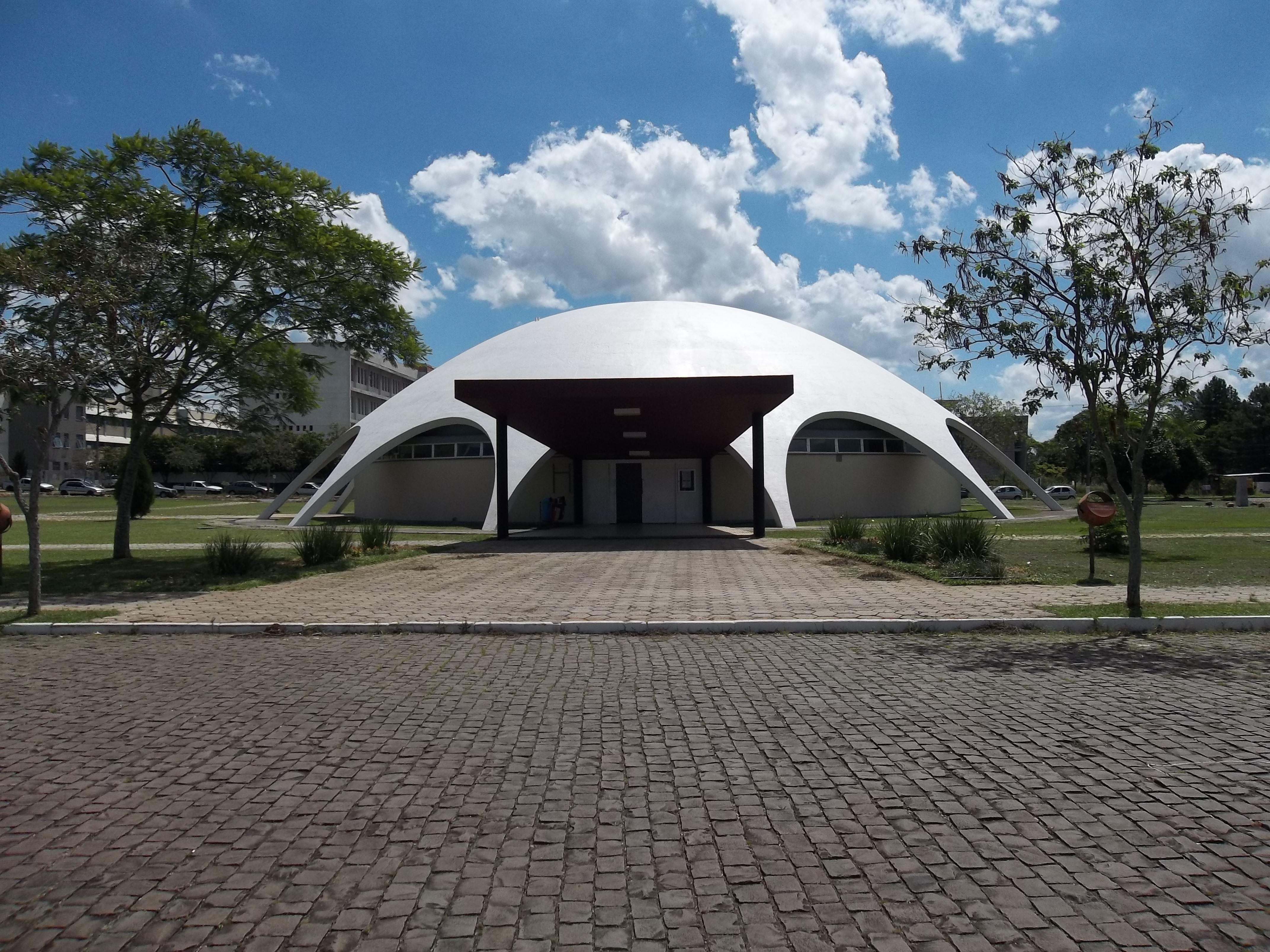
Planetarium der Universität

Die Universidade Federal de Santa Maria (UFSM) ist eine 1960 gegründete Universität im brasilianischen Santa Maria in Rio Grande do Sul.
2012 waren dort 26.851 Studenten eingeschrieben.
2013 verunglückten bei der Brandkatastrophe im Nachtclub Kiss viele Studenten der Universität, da an dem Abend des Brandes eine Universitäts-Party in dem Nachtclub stattfand.